# Улахан-Чистай
Улаха́н-Чиста́й — горный хребет в Якутии, в системе хребта Черского.
Высшая точка — гора Победа (3003 м), длина хребта составляет около 250 км. Сложен главным образом гранитами. Рельеф альпинотипный с узкими междуречьями (цирки, кары, троги, висячие долины). Имеются ледники общей площадью около 100 км².
До высоты 900—1000 м преобладает редкостойная лиственничная тайга, до 1300—1600 м — кедровый стланик и горная тундра, выше — каменистая горная пустыня.